# Бакалейка
Бакалейка — река в России, протекает в Суздальском районе Владимирской области. Берёт начало южнее села Туртино, течёт в северном направлении. Устье реки находится в 29 км по правому берегу реки Каменка (притока реки Нерль) от её устья. Длина реки составляет 10 км.

## Данные водного реестра
По данным государственного водного реестра России относится к Окскому бассейновому округу, водохозяйственный участок реки — Нерль (приток Клязьмы) от истока и до устья, речной подбассейн реки — бассейны притоков Оки от Мокши до впадения в Волгу. Речной бассейн реки — Ока.
По данным геоинформационной системы водохозяйственного районирования территории РФ, подготовленной Федеральным агентством водных ресурсов:
- Код водного объекта в государственном водном реестре — 09010300812110000032692
- Код по гидрологической изученности (ГИ) — 110003269
- Код бассейна — 09.01.03.008
- Номер тома по ГИ — 10
- Выпуск по ГИ — 0